# Don Giovanni Tenorio (Gazzaniga)
Don Giovanni Tenorio (título original en italiano; en español, Don Juan Tenorio) es una ópera en un acto con música de Giuseppe Gazzaniga y libreto en italiano de Giovanni Bertati. Se estrenó en el Teatro San Moisè de Venecia el 5 de febrero de 1787. 
Esta ópera se representa poco; en las estadísticas de Operabase aparece con sólo 3 representaciones en el período 2005-2010, la primera y única de Gazzaniga.